# FTX
FTX fue una plataforma de intercambio de criptomonedas con sede en Bahamas. La compañía se fundó en 2019 y, en su apogeo en 2021, tenía más de un millón de usuarios y era el tercer mercado de criptomonedas más grande del mundo. FTX estaba constituida en Antigua y Barbuda y tenía su sede en las Bahamas. El 14 de noviembre de 2022 se declaró en bancarrota.

## Historia
Sam Bankman-Fried y Zixiao "Gary" Wang fundaron FTX en mayo del 2019.  FTX comenzó dentro de Alameda Research, una firma comercial fundada por Bankman-Fried, Caroline Ellison y otros ex empleados de Jane Street en el 2017, en Berkeley, California.  FTX es una abreviatura de "Intercambio de futuros". Changpeng Zhao de Binance compró una participación del 20 % en FTX por aproximadamente USD 100 millones, seis meses después de que Bankman-Fried y Wang fundaran la empresa.
En agosto del 2020, FTX adquirió Blockfolio, una aplicación de seguimiento de carteras de criptomonedas, por 150 millones de dólares. En julio del 2021, la empresa recaudó $ 900 millones con una valoración de $ 18 mil millones de más de 60 inversores, incluidos SoftBank, Sequoia Capital y otras empresas. Bankman-Fried compró la participación de Zhao por aproximadamente $ 2 mil millones. En septiembre de ese año, FTX trasladó su sede de Hong Kong a Bahamas.
El 14 de enero del 2022, FTX anunció un fondo de riesgo de $ 2 mil millones llamado FTX Ventures, recaudando $ 400 millones en fondos de la Serie C a una valoración de $ 32 mil millones ese mes. El sitio web de FTX Ventures se desconectó en noviembre del 2022. El 11 de febrero del 2022, FTX.US anunció que la empresa pronto comenzaría a ofrecer negociación de acciones a sus clientes estadounidenses.
En febrero del 2022, se informó que FTX estaba creando una división de juegos que ayudaría a los desarrolladores a agregar criptomonedas, NFT y otros activos relacionados con blockchain en los videojuegos.
En julio de 2022, FTX finalizó un acuerdo que le otorgaba la opción de comprar BlockFi por alrededor de $240 millones. El acuerdo incluía una línea de crédito de $ 400 millones para BlockFi. BlockFi se declaró en bancarrota en noviembre de ese año.
En agosto de 2022, la Corporación Federal de Seguros de Depósitos (FDIC) emitió una orden de cese y desistimiento a FTX por hacer "representaciones falsas y engañosas" sobre los depósitos cubiertos por el seguro de la FDIC luego del tuit del presidente de FTX, Brett Harrison, que insinuaba lo contrario.  Luego de la acción regulatoria, Harrison eliminó el tuit y Bankman-Fried aclaró en un tuit que los depósitos de FTX no están asegurados por la FDIC.
El 26 de septiembre del 2022, FTX.US ganó su oferta en una subasta por los activos digitales de la corredora de criptomonedas en quiebra Voyager Digital. El valor del acuerdo fue de aproximadamente $ 1,420 millones, incluidos $ 1,310 millones en criptomonedas de Voyager y $ 111, millones en consideración adicional. El acuerdo estaba sujeto a la aprobación de los tribunales de quiebras y los acreedores de Voyager.
El 27 de septiembre del 2022, el presidente de FTX.US, Brett Harrison, anunció que dejaría un papel activo en el intercambio, pero permanecería en calidad de asesor. La compañía no anunció de inmediato un reemplazo para Harrison, quien había sido presidente de FTX.US desde mayo de 2021.
En octubre de 2022, se informó que FTX estaba bajo investigación en Texas por presuntamente vender valores no registrados.
Respecto al patrocinio de FTX con la Fórmula 1, fue un acuerdo a largo plazo con el equipo Mercedes-AMG Petronas. El acuerdo permitió que el logotipo de FTX apareciera en los autos y pilotos del equipo, así como en los camiones y las instalaciones de hospitalidad y comunicaciones de Mercedes-Benz. Además, FTX planeó colaborar con Mercedes F1 en iniciativas como la integración de FTX Pay, una colección de NFT e iniciativas de responsabilidad social corporativa, este acuerdo fue la primera vez que FTX se asoció con un equipo de F1, y se sumó a otros acuerdos de patrocinio de FTX con organizaciones deportivas como el equipo de baloncesto Miami Heat y TSM. Sin embargo después de que se reveló la supuesta estafa de FTX, el equipo de Mercedes F1 suspendió su acuerdo con la empresa y quitó su logotipo de los autos y material publicitario. El director ejecutivo del equipo, Toto Wolff, expresó su sorpresa por el colapso de FTX y enfatizó la necesidad de reglas más estrictas en la industria de las criptomonedas.

## Caso de fraude
A partir del 11 de noviembre de 2022, FTX ha estado en proceso de quiebra en el sistema judicial de Estados Unidos luego de una crisis de liquidez. Si bien aún se están revelando los detalles de la crisis, las preocupaciones públicas comenzaron cuando un artículo de CoinDesk de noviembre de 2022 declaró que la firma asociada de FTX, Alameda Research, tenía una parte significativa de sus activos en el token nativo FTT de FTX. Luego de esta revelación, el CEO de Binance, el intercambio rival, Changpeng Zhao, anunció que Binance vendería sus tenencias del token, lo que fue seguido rápidamente por un aumento en los retiros de clientes de FTX. Luego, FTX no pudo procesar los retiros.  Binance firmó una carta de intención para adquirir la empresa con la debida diligencia, pero retiró su oferta al día siguiente, citando informes de mal manejo de fondos de clientes e investigaciones de agencias de EE. UU. FTX solicitó la protección por bancarrota de acuerdo al Capítulo 11 de la Ley de Quiebras de los Estados Unidos.